# 井上想良
井上 想良（いのうえ そら、1998年8月12日 - ）は、日本の俳優、タレント。大分県出身。ワタナベエンターテインメント所属。

## 来歴
3歳からテニスを始める。スポーツ推薦で中央大学に入学。大学のテニス部在籍中、スポーツブランドのカタログモデルをしたところワタナベエンターテインメントからスカウトを受ける。オーディションを経てワタナベエンターテイメントカレッジに入学、のちに卒業。

## 出演

### テレビドラマ
- ファーストラヴ（2020年2月22日、NHK BSプレミアム） - 庵野迦葉（大学生時代）役
- 行列の女神〜らーめん才遊記〜 第7話（2020年6月1日、テレビ東京）
- 朗読ドラマ「リアルプリンセス」第1回「眠り姫」（2020年8月21日、NHK総合）[4]
- 半径5メートル 第4話（2021年5月21日、NHK）
- 女王の法医学〜屍活師〜（2021年5月31日、テレビ東京） -  大石智樹 役
- お耳に合いましたら。 第2話 - 第4話（2021年7月16日 - 8月6日、テレビ東京） - 内山郁人 役
- もしも、イケメンだけの高校があったら（2022年1月15日 - 3月19日、テレビ朝日） - 宮沢想良 役[5]
- 明日、私は誰かのカノジョ 第1話 - 第3話（2022年4月13日 - 6月29日、毎日放送・TBS） - 雄大 役[6]
- パンドラの果実科学犯罪捜査ファイル Season1 第4話（2022年5月14日、日本テレビ） - サイエンサー秀樹 役
- 合コンに行ったら女がいなかった話（2022年10月21日 - 12月23日、関西テレビ） - 常盤 役[7]
- 永遠の昨日（2022年10月21日 - 12月9日、 MBS） - 青海満 役（小宮璃央とのW主演）[8]
  - 永遠の昨日 完全版（2023年4月14日 - 6月9日、MBS）[9]
- 女神の教室〜リーガル青春白書〜（2023年1月9日 - 3月21日、フジテレビ） - 高野蓮 役[10]
- ZIP!朝ドラマ「パパとなっちゃんのお弁当」 第2週・6話 - （2023年1月23日 - 3月16日、日本テレビ） - 夏目仁太 役[11]
- ガチ恋粘着獣（2023年4月10日 - 6月12日、朝日放送テレビ・テレビ朝日） - スバル / 清水薫 役[12]
- シガテラ 第7話（2023年5月19日、テレビ東京） - 斉藤 役[13]
- Dr.チョコレート 第6話（2023年5月27日、日本テレビ） - 西崎竜人 役[14]
- 連続テレビ小説 らんまん 第14週・66話 - （2023年7月3日 - 、NHK） - 山根宏則 役
- ギフテッド Season1 第5話（2023年9月9日、東海テレビ・フジテレビ） - 新見俊輔 役[15]
- 商店街のピアニスト 永遠の調べ（2023年10月7日 - 12月23日、BS松竹東急） - 今西浩平 役
- SHUT UP（2023年12月4日 - 2024年1月29日、テレビ東京） - 山内たける 役[16]
- ビジネス婚-好きになったら離婚します-（2024年5月24日 - 7月19日、MBS） - 光宗紫臣 役[17]
- ゲームの名は誘拐（2024年6月9日 - 6月30日、WOWOW） - 岡嶋 役[18]
- バツコイ 第8話 - 最終話（2024年12月8日 - 2025年1月5日、BSテレ東） - 江遠晃記 役[19]
- 私は整形美人（2025年1月17日 - 2月14日、フジテレビ） - 田辺博雄 役[20]
- 家政婦クロミは腐った家族を許さない 第3話・第4話（2025年1月25日・2月1日、テレビ東京） - 吉村悠人 役[21]
- アンサンブル 第6話 （2025年2月22日、日本テレビ） - 正田和樹 役
- 今夜は…純烈 「#丁寧な港区暮らし」（2025年3月5日、テレビ東京） - 清水龍俊 役[22]

### テレビ番組
- あざとくて何が悪いの?（テレビ朝日）
  - 「あざとくて何が悪いの？1時間SP SPドラマ」（2021年3月27日） - タカシ 役
  - 「V6メンバーのあざとい行動」（2021年5月29日） - 坂本昌行 役
  - 「あざと連ドラ」第5話・第6話（2022年7月3日・24日） - 賢吾 役
- 中居大輔と本田翼と夜な夜なラブ子さん（2021年9月2日、TBS）
- 土曜はナニする!?（2021年9月18日、カンテレ／フジテレビ）

### Webドラマ
- 私の卒業プロジェクト
  - 7時45分の君（2020年2月7日（前編）・8日（後編）、YouTube）
  - 叫び（2020年2月14日（前編）、YouTube）
  - Beyond the limit！（2020年2月21日（前編）・22日（後編）、YouTube）
- シンデレラはオンライン中！（英語版）（2021年1月12日 - 3月16日、FOD） - 笹原賢吾 役[23][注 1]
- 私が獣になった夜 シーズン1（2021年6月25日、ABEMA） - 蓮見陸 役[24]
- 私たちに、明日はある。（2021年8月30日 - 9月9日、ABEMA） - 富田翔 役[25]
- おいしい共同生活 powered by日清製粉グループ（2021年9月10日 - 、Twitter）
- 8.2秒の法則 第2話〜恋のタルトタタン〜（2022年6月10日、YouTube） - 小沢かなた 役
- トモダチごっこ〜この世はすべて、いいね至上主義〜（2022年9月6日 - 21日、Twitter） - 吉野大樹 役
- 東京少女 サイコ女子篇（2024年7月5日、YouTube） - 佐野徹 役[26]
- 夫はわたしじゃいけないの?（2024年12月13日 - 、BUMP） - 井上 役[27]

### 映画
- 線は、僕を描く (2022年、東宝） - 笹久保隆 役[28]
- 神回（2023年、東映ビデオ）[29]
- 52ヘルツのクジラたち（2024年、ギャガ） - 匠 役[30]
- 先生の白い嘘（2024年、松竹ODS事業室 / イノベーション推進部） - 和田島直人 役[31]
- お嬢と番犬くん（2025年3月14日、東宝） - 轟将人 役[32]
- ゴーストキラー（2025年4月11日、ライツキューブ） - 本多俊吾 役[33]
- BADBOYS -THE MOVIE-（2025年、東映） - 岩見エイジ 役[34]

### 短編映画
- 青めぐる青（2022年、大分市ロケーションオフィスYouTubeチャンネル） - 後藤健人 役（駒井蓮とW主演）[35]
- 海クロールとリトルマンハッタン Crawling in the ocean called Little Manhattan（2023年、okiaproduct）

### 舞台
- 朗読劇「白骨船長」（2024年1月25日 - 31日、あうるすぽっと）[36]

### バラエティ
- やるんちゃんねる!（2020年9月25日 - 12月25日、大分放送）

### WEBバラエティ
- 恋とオオカミには騙されない（2021年2月14日 - 5月2日、AbemaTV）[37]